# Секк'я
Мін Секк'я (бірм. မင်းစကြ; 1536 — 7 лютого 1572) — 16-й володар араканської держави М'яу-У в 1564—1572 роках.

## Життєпис
Син спадкоємця трону Міндікха. Народився 1536 року. 1554 року батько посів трон. Заправління брата Мінсохла спочатку був намісником якойсь провінції, а потім став офіційним спадкоємцем. 1564 року спадкував владу. Одружився зі зведеною сестрою Дгаммадевою.
Невдовзі допоміг князівству Твіпра відбити напад бенгальського султана Тадж-хана Каррані, але слідом за цим Ананта Манік'я, магараджа Твіпри, повстав проти влади М'яу-У, а Секк'я приборкати того.
1569 року стикнувся з вторгнення нового бенгальського султана Сулейман-хана, війська якого захопили порт Читтагонг. Секк'я вимушен був номінально визнати зверхність Бенгалії. В подальшому став готуватися до реваншу, але раптово помер 1572 року. Влада перейшла до його стрийка Палауна.